# Buḩayrat al Manzalah
Buḩayrat al Manzalah (engelska: Lake Manzala, arabiska: بحيرة المنزلة, بحيرة منزلة) är en sjö i Egypten.   Den ligger i guvernementet Port Said, i den norra delen av landet, 160 km nordost om huvudstaden Kairo. Arean är 1,3 kvadratkilometer. 